# Heimskringla

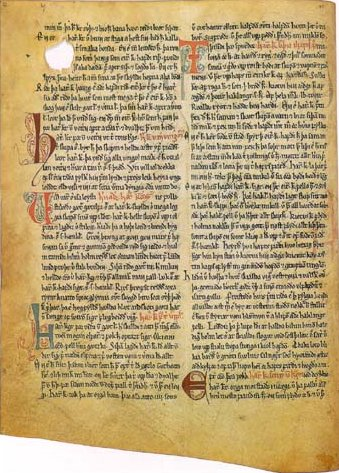
En sida ur Heimskringla

Heimskringla är det vedertagna namnet på Snorre Sturlassons kungasagor, vilka behandlar den svenska ynglingaätten och norska kungar från Halvdan Svarte fram till och med Magnus Erlingsson. Namnet kommer av orden Kringla heimsins (världens krets) i början av den första sagan, Ynglingasagan. Titeln dyker upp först i Peringskölds översättning från 1697, men finns inte i någon av handskrifterna. Att Snorre är författare är sedan länge accepterat av forskningen, liksom att han är upphovsman till vad som kommit att kallas Snorres Edda. Heimskringla har även getts ut på svenska under titeln Nordiska kungasagor.

## Allmänt
Synen på Snorres verk har varierat avsevärt under olika tidsperioder, och mellan olika forskare och kritiker. Trovärdigheten i uppgifterna han lämnar är ingalunda obestridd, och då han även själv var en aktiv politiker i en turbulent tid finns goda skäl att anta att politiska motiv ligger bakom en del av innehållet. Delar av verket (främst Ynglingasagan) antas vara baserade på äldre material, vissa uttolkare har tillskrivit andra författare större delen av Heimskringla. Heimskringla förelåg sannolikt i sin helhet omkring 1230.

## Innehåll
Den kungalängd som ges av sagornas ram är inte den kompletta kungalängden. Fler kungar förekommer i texten. De årtal som anges här är avsedda som en antydan om sagans omfattning och i viss mån är årtalen baserade på årtal som Snorre angivit.
- Företal, Snorres egen inledning, Á bók þessi lét ek ríta fornar frásagnir um höfðingja - "I denna bok har jag nedtecknat de forna sagorna om hövdingarna". Prologen talar vidare om vikten av källkritik och försäkrar läsaren om Snorres egna ärliga föresatser. Snorre skriver "även om vi inte säkert kan bedöma sanningen i [dessa berättelser] vet vi att forna tiders [män] hållit dem för sanna".
- Ynglingasagan, en kungalängd som genom den svenska ynglingaätten härleder norska kungars härstamning till asagudarna (som Snorre menade skulle ha varit vanliga människor). Framställningen är enligt Snorres eget företal baserad på Ynglingatal.
- Halvdan Svartes saga (Saga Hálfdanar svarta, Halvdan död omkring 860).
- Harald Hårfagers saga (Haralds saga hins hárfagra, Harald anses som Norges enare, avled omkring 931).
- Håkon Godes saga (Saga Hákonar góða, avled 961).
- Sagan om Harald Gråfäll och Håkon jarl (Sagan af Haraldi konungi gráfeld ok Hákoni jarli, Harald avled 969. Håkon 1015).
- Olav Tryggvasons saga (Saga Ólafs Tryggvasonar, avled 1000).

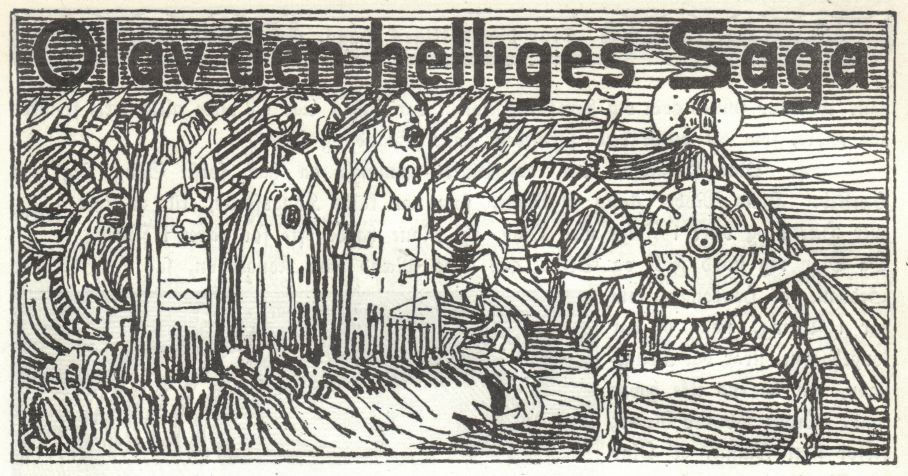
Gerhard Munthes inledningsbild till Olav den heliges saga i 1899-utgåvan av Heimskringla.

- Olav den heliges saga (Saga Ólafs hins helga, kristnade Norge, avled 1030).
- Magnus den godes saga (Sagan af Magnúsi góða, avled 1047).
- Harald Hårdrådes (Sigurdssons) saga (Sagan af Haraldi harðráða, avled 1066).
- Olav Kyrres saga (Saga Ólafs kyrra, avled 1093).
- Magnus Barfots saga (Saga Magnús konungs berfœtts, avled 1103).
- Magnussönernas (Sigurd Jorsalafarares, Eysteins och Olofs) saga (Saga Sigurðar jórsalafara, Eysteins ok Ólafs Sigurd avled 1130. Eystein 1123, Olaf 1115).
- Magnus den blindes och Harald Gilles saga (Saga Magnús blinda ok Haralds gilla, Magnus avsatt 1135, Harald avled 1136).
- Haraldssönernas (Inge Haraldssons) saga (Saga Inga Haraldssonar ok brœðra hans, Inge avled 1161).
- Håkon Herdebreis saga (Sagan af Hákoni herðibreið, avled 1162).
- Magnus Erlingssons saga (Saga Magnús konungs Erlingssonar, avled 1184).
- Heimskringla slutar med Øystein Øysteinsson Møylas död, 1177.

## Utgivningen i Sverige
Heimskringla utgavs först av Jonas Rugman på uppdrag av Per Brahe den yngre (Visingsborg, 1670). En senare utgåva gjordes av Johan Peringskiöld (Stockholm, 1697) i både grundtext och svensk och latinsk översättning. För senare översättningar, se nedan.

## Övrigt
Heimskringla har betydelse i en bok av Jules Verne, nämligen Till jordens medelpunkt. Heimskringla dyker upp i början av berättelsen. I ett gammalt exemplar av boken finns ett gammalt bortglömt dokument som huvudpersonerna hittar. Det är detta dokument som sedan leder till den resa till jordens innandöme som boken handlar om.
Heimskringla är också namnet på en veckovis utgiven tidning i Winnipeg i kanadensiska Manitoba. Den innehåller material på isländska och är av intresse för islandsättlingar och -invandrare i Kanada.